# Años 990
Los años 990 o década del 990 empezó el 1 de enero del 990 y terminó el 31 de diciembre del 999.

## Acontecimientos
- Gregorio V sucede a Juan XV como papa en el año 996.
- Silvestre II sucede a Gregorio V como papa en el año 999.
- Batalla de Rovirans